# Elecciones regionales de Amazonas de 2002
Las elecciones regionales de Amazonas de 2002 se llevaron a cabo el 17 de noviembre de 2002 para elegir al presidente regional, al vicepresidente regional y al Consejo Regional para el periodo 2003-2006. La elección se celebró simultáneamente con elecciones regionales y municipales (provinciales y distritales) en todo el Perú.
La elección, como en la mayoría de departamentos del país, mostró un escenario político altamente fragmentado. Miguel Reyes Contreras, candidato del Partido Aprista Peruano, resultó electo como presidente regional de Amazonas con un apoyo que no llegó a la cuarta parte del electorado y por apenas 255 votos sobre la segundo lugar Nelly Salazar de Ocampo, candidata de Perú Posible, la menor diferencia de votos en todo el país y en toda la historia del departamento.

## Sistema electoral
El Gobierno Regional de Amazonas es el órgano administrativo y de gobierno del departamento de Amazonas. Está compuesto por el presidente regional, el vicepresidente regional y el Consejo Regional.
La votación del presidente, vicepresidente y consejo regional se realiza en base al sufragio universal, que comprende a todos los ciudadanos nacionales mayores de dieciocho años, empadronados y residentes en el departamento de Amazonas y en pleno goce de sus derechos políticos.
El Consejo Regional de Amazonas está compuesto por 7 consejeros elegidos por sufragio directo para un período de cuatro (4) años, en forma conjunta con la elección del presidente regional. La votación es por lista cerrada y bloqueada. Se asigna a la lista ganadora los escaños según el método d'Hondt o la mitad más uno, lo que más le favorezca.

## Partidos y candidatos
A continuación se muestra una lista de los principales partidos y alianzas electorales que participaron en las elecciones:
| Candidatura | Candidatura | Partidos y alianzas | Candidatos | Candidatos                | Ideología                                           | Ref. |
| ----------- | ----------- | --- | ---------- | ------------------------- | --------------------------------------------------- | ---- |
|             | APRA        | Lista - Partido Aprista Peruano (APRA) |            | Miguel Reyes Contreras    | Aprismo                                             |      |
|             | AP          | Lista - Acción Popular (AP) |            | Elmer Soto Monje          | Humanismo Nacionalismo cívico Reformismo            |      |
|             | PP          | Lista - Perú Posible (PP) |            | Nelly Salazar de Ocampo   | Socioliberalismo Democracia liberal Tercera vía     |      |
|             | UN          | Lista - Unidad Nacional (UN) – Partido Popular Cristiano (PPC) – Solidaridad Nacional (SN) – Renovación Nacional (RN) – Cambio Radical (CR) |            | Edwin Hidalgo Ocampo      | Democracia cristiana Conservadurismo Neoliberalismo |      |
|             | ECA         | Lista - Energía Comunal Amazónica (ECA) |            | Manuel Izquierdo Alvarado | Regionalismo amazonense                             |      |
|             | I6J         | Lista - Integración 6 de Junio (I6J) |            | Leonardo Rojas Sánchez    | Regionalismo amazonense                             |      |
|             | VA          | Lista - Victoria Amazonense (VA) |            | Raúl Gutiérrez Hidalgo    | Regionalismo amazonense                             |      |

## Resultados

### Sumario general
|                        |                                 |              |              |              |            |            |
| Partidos y coaliciones | Partidos y coaliciones          | Voto popular | Voto popular | Voto popular | Consejeros | Consejeros |
| Partidos y coaliciones | Partidos y coaliciones          | Votos        | %            | ±pp          | Total      | +/−        |
|                        | Partido Aprista Peruano (APRA)  | 23,421       | 20.06        | n/a          | 5          | n/a        |
|                        | Perú Posible (PP)               | 23,166       | 19.85        | n/a          | 1          | n/a        |
|                        | Unidad Nacional (UN)            | 20,522       | 17.58        | n/a          | 1          | n/a        |
|                        | Acción Popular (AP)             | 19,838       | 16.99        | n/a          | 0          | n/a        |
|                        | Integración 6 de Junio (I6J)    | 15,734       | 13.48        | n/a          | 0          | n/a        |
|                        | Energía Comunal Amazónica (ECA) | 9,797        | 8.39         | n/a          | 0          | n/a        |
|                        | Victoria Amazonense (VA)        | 4,255        | 3.65         | n/a          | 0          | n/a        |
|                        |                                 |              |              |              |            |            |
| Total                  | Total                           | 116,733      |              |              | 7          | n/a        |
|                        |                                 |              |              |              |            |            |
| Votos válidos          | Votos válidos                   | 116,733      | 85.44        | n/a          |            |            |
| Votos en blanco        | Votos en blanco                 | 10,185       | 7.45         | n/a          |            |            |
| Votos nulos            | Votos nulos                     | 9,713        | 7.11         | n/a          |            |            |
| Votos emitidos         | Votos emitidos                  | 136,631      | 78.87        | n/a          |            |            |
| Abstenciones           | Abstenciones                    | 36,603       | 21.13        | n/a          |            |            |
| Votantes registrados   | Votantes registrados            | 173,234      |              |              |            |            |
|                        |                                 |              |              |              |            |            |
| Fuente:                |                                 |              |              |              |            |            |

### Autoridades electas
| Cargo                               | Autoridad electa | Autoridad electa            | Partido político | Partido político        |
| ----------------------------------- | ---------------- | --------------------------- | ---------------- | ----------------------- |
| Presidente Regional de Amazonas     |                  | Miguel Reyes Contreras      |                  | Partido Aprista Peruano |
| Vicepresidente Regional de Amazonas |                  | Rómulo Merino Izquierdo     |                  | Partido Aprista Peruano |
| Consejero Regional de Amazonas      |                  | Leopoldo Villanueva Mallqui |                  | Partido Aprista Peruano |
| Consejero Regional de Amazonas      |                  | Hanerth Cornejo de Quiroz   |                  | Partido Aprista Peruano |
| Consejero Regional de Amazonas      |                  | Hebert Salazar Leguía       |                  | Partido Aprista Peruano |
| Consejero Regional de Amazonas      |                  | Roibert Mendoza Reyna       |                  | Partido Aprista Peruano |
| Consejero Regional de Amazonas      |                  | Pedro del Águila Hidalgo    |                  | Partido Aprista Peruano |
| Consejero Regional de Amazonas      |                  | Wrays Pérez Ramírez         |                  | Perú Posible            |
| Consejero Regional de Amazonas      |                  | Casimiro Valle Damacén      |                  | Unidad Nacional         |